# Skryti v mlze
Skryti v mlze, to album czeskiej grupy muzycznej Trollech. Wydawnictwo ukazało się 30 maja 2006 roku nakładem wytwórni muzycznej Ketzer Records.

## Lista utworów
Opracowano na podstawie materiału źródłowego.
1. Skryti v mlze - 04:40
2. Volám do lesů - 03:29
3. Země obrů - 04:49
4. Stromy jsou v nás - 04:45
5. Zelená ruka jara - 04:38
6. Mlha nad Peklovským potokem - 02:23
7. Ljesi - 03:36
8. Z kotle popíjej - 02:59
9. Kdys setká se voda s mrazem - 03:11
10. Vsem bude skryto tajemství - 06:48

## Twórcy
Opracowano na podstawie materiału źródłowego.
- Asura Godwar Gorgon's Ray - gitara basowa, śpiew, drumla
- Morbivod - gitara elektryczna, śpiew
- Throllmas - gitara elektryczna, śpiew
- Sheafraidh - perkusja